# Sint-Paulusbekeringkerk (Epen)
De Sint-Paulusbekeringkerk is een katholiek kerkgebouw in Epen in de Limburgse gemeente Gulpen-Wittem. Ze staat op een kerkheuvel met aan de oostzijde een muur die het kerkterrein scheidt van de doorgaande weg door het dorp. Aan de westzijde en zuidzijde van het gebouw ligt het kerkhof. Aan de noordzijde van de kerk loopt een voetpad waaraan de ingang van de kerk ligt. Dit voetpad gebruikt de onderdoorgang onder de (tweede) lagere toren.
Het gebouw is een rijksmonument en is gewijd aan de bekering van apostel Paulus.
Nabij het kerkgebouw ligt de Kapelanie.

## Geschiedenis
Oorspronkelijk stond er op de plek van de huidige kerk een kapel en later stond hier een Romaans kerkgebouw. De oorsprong van Epen ligt in de omgeving van deze kerk en De Paulusborn.
Het gebouw is gebouwd in de jaren 1841-1842 volgens de plannen van J.H.J. Dumoulin. De toren werd in 1847-1848 toegevoegd volgens de plannen van architect Lintzen. 

## Opbouw
De onderste helft van het kerkgebouw is opgetrokken uit natuursteen, terwijl voor de bovenste helft baksteen is gebruikt. Het kerkgebouw is een waterstaatskerk gebouwd met ronde vensterbogen in neoclassicistische stijl en bestaat uit een eenbeukig schip en een smaller halfrond rondgesloten koor. Aan het oostzijde van het koor is de sacristie aangebouwd. De (hoge) halfingebouwde westtoren heeft een ingesnoerde naaldspits en wordt aan zijn noordzijde vergezeld door een uit natuursteen opgetrokken lagere toren met een onderdoorgang. Aan de westzijde van de westtoren is er een lage narthex aangebouwd opgetrokken uit natuursteen. Deze doet thans dienst als ingang en dagkapel.

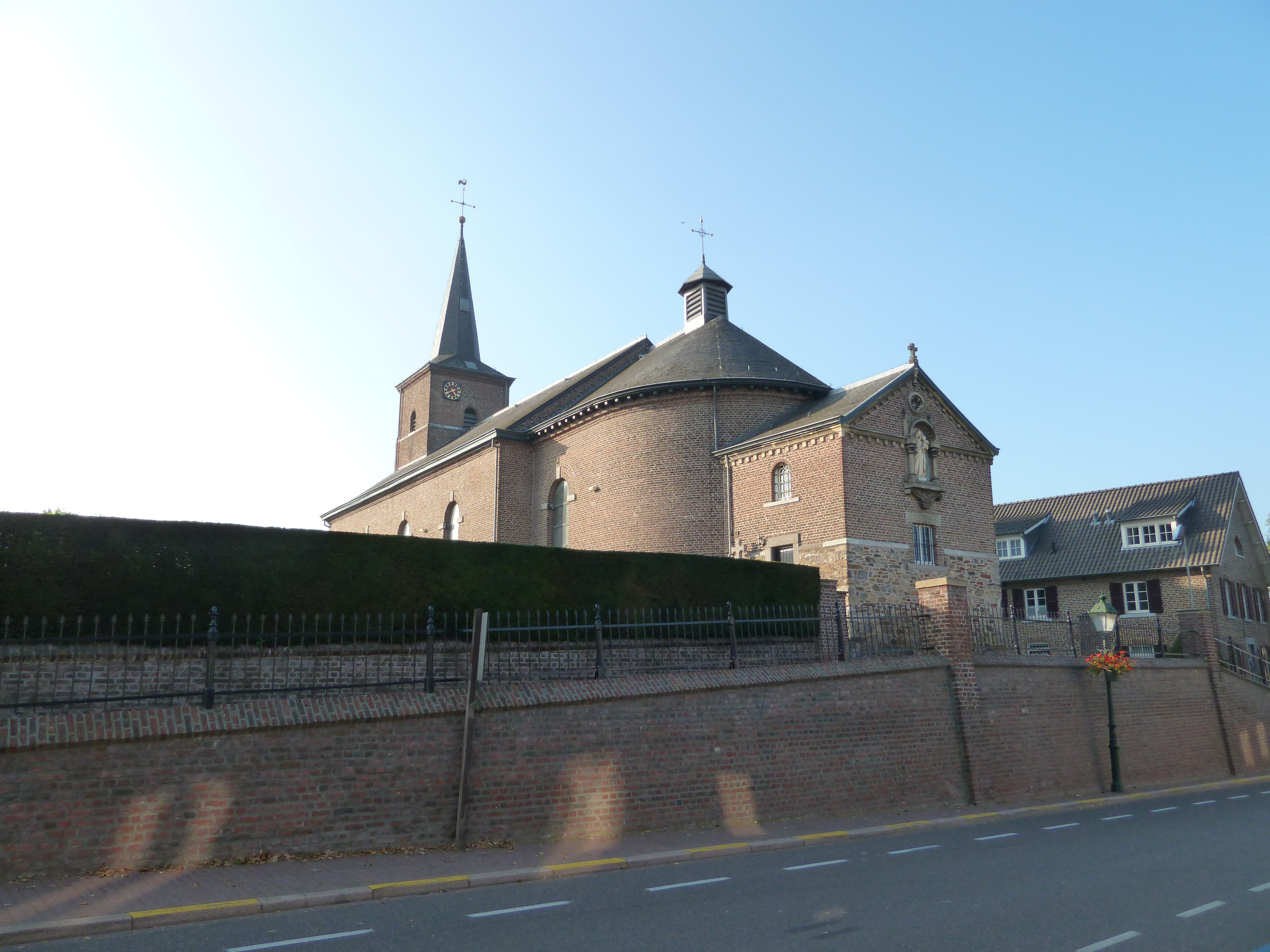
Gezien vanaf de Wilhelminastraat
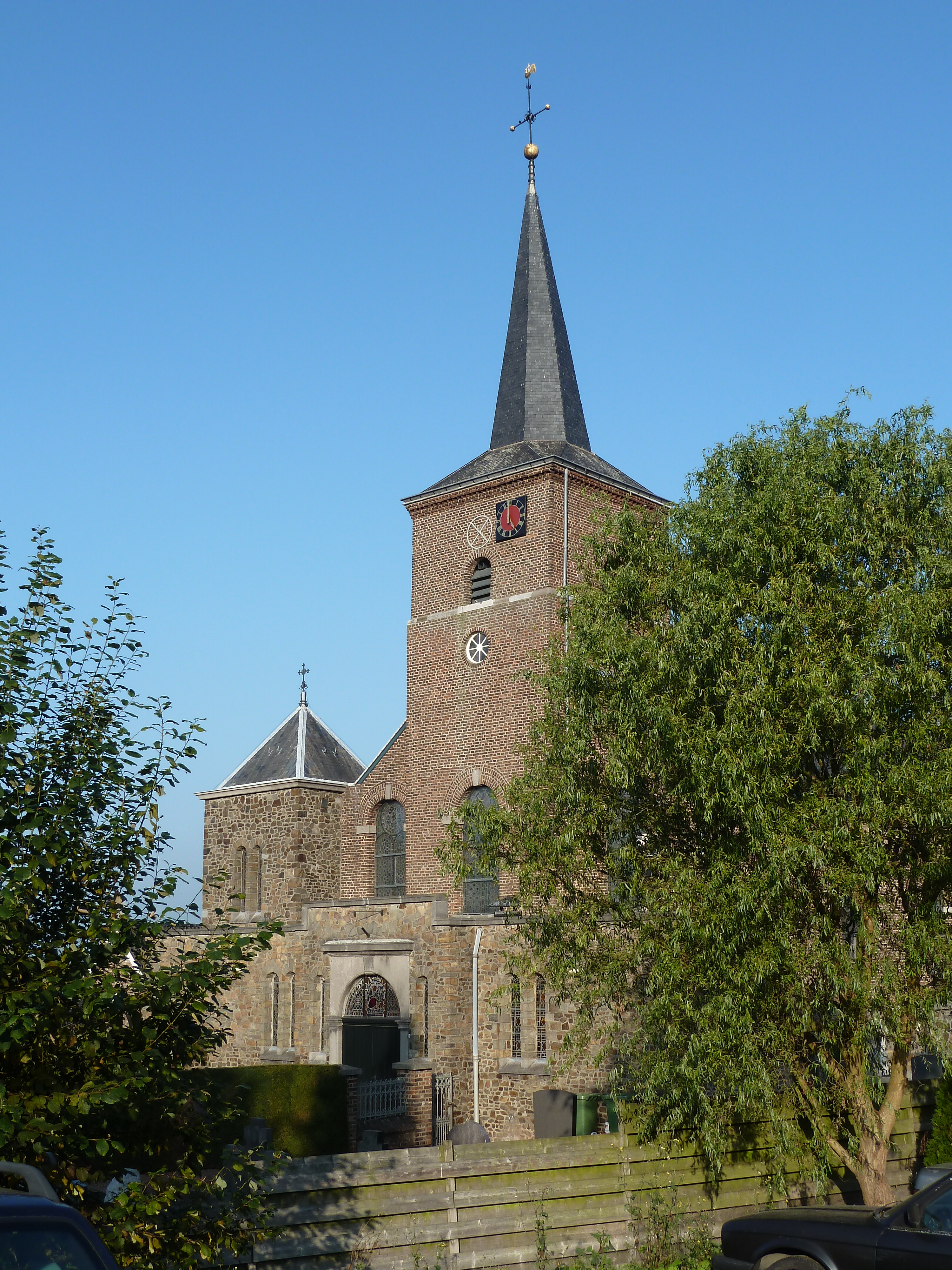
Gezien vanaf de Julianastraat
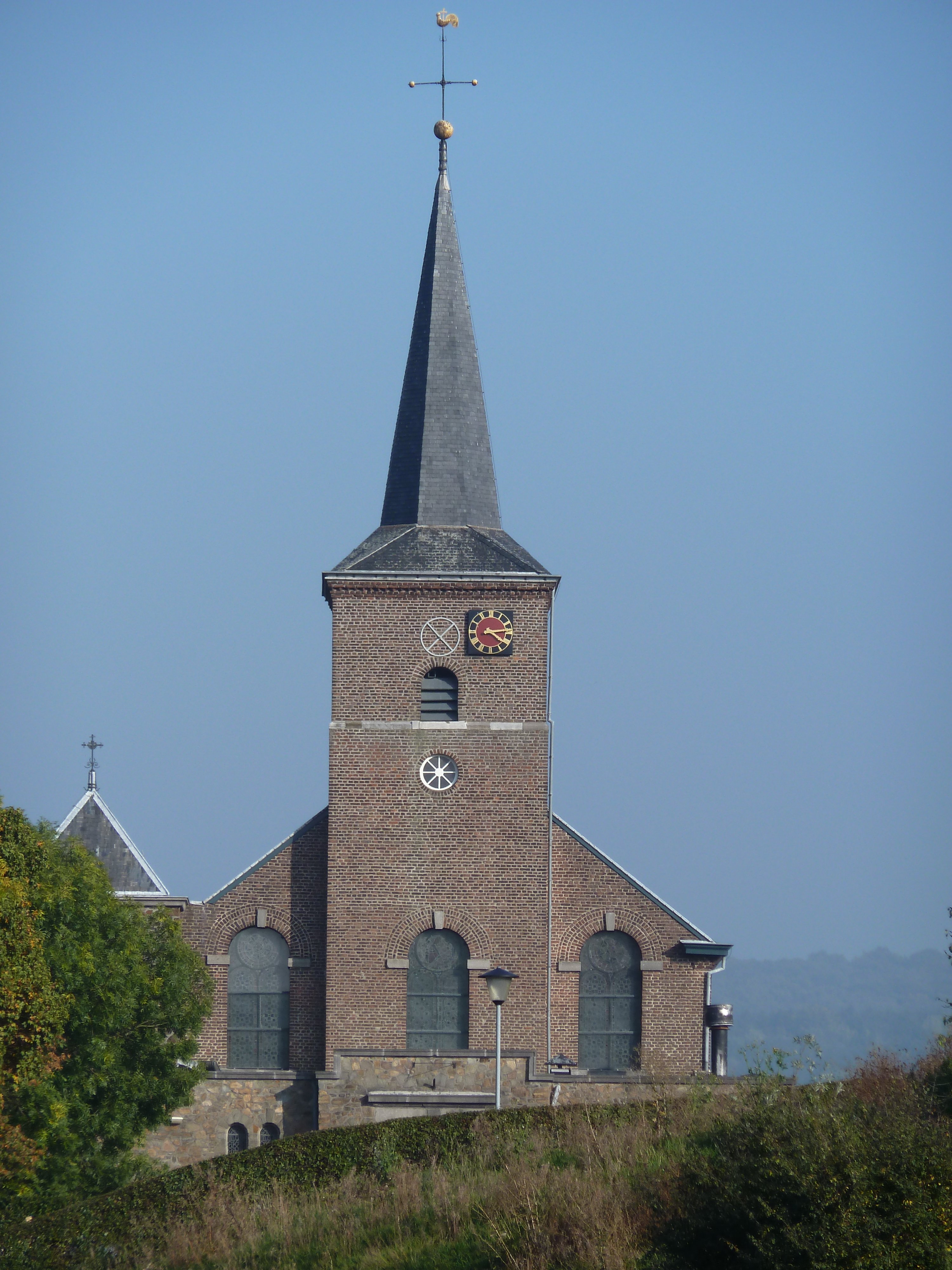
Gezien vanaf de Kapelaan Houbenstraat

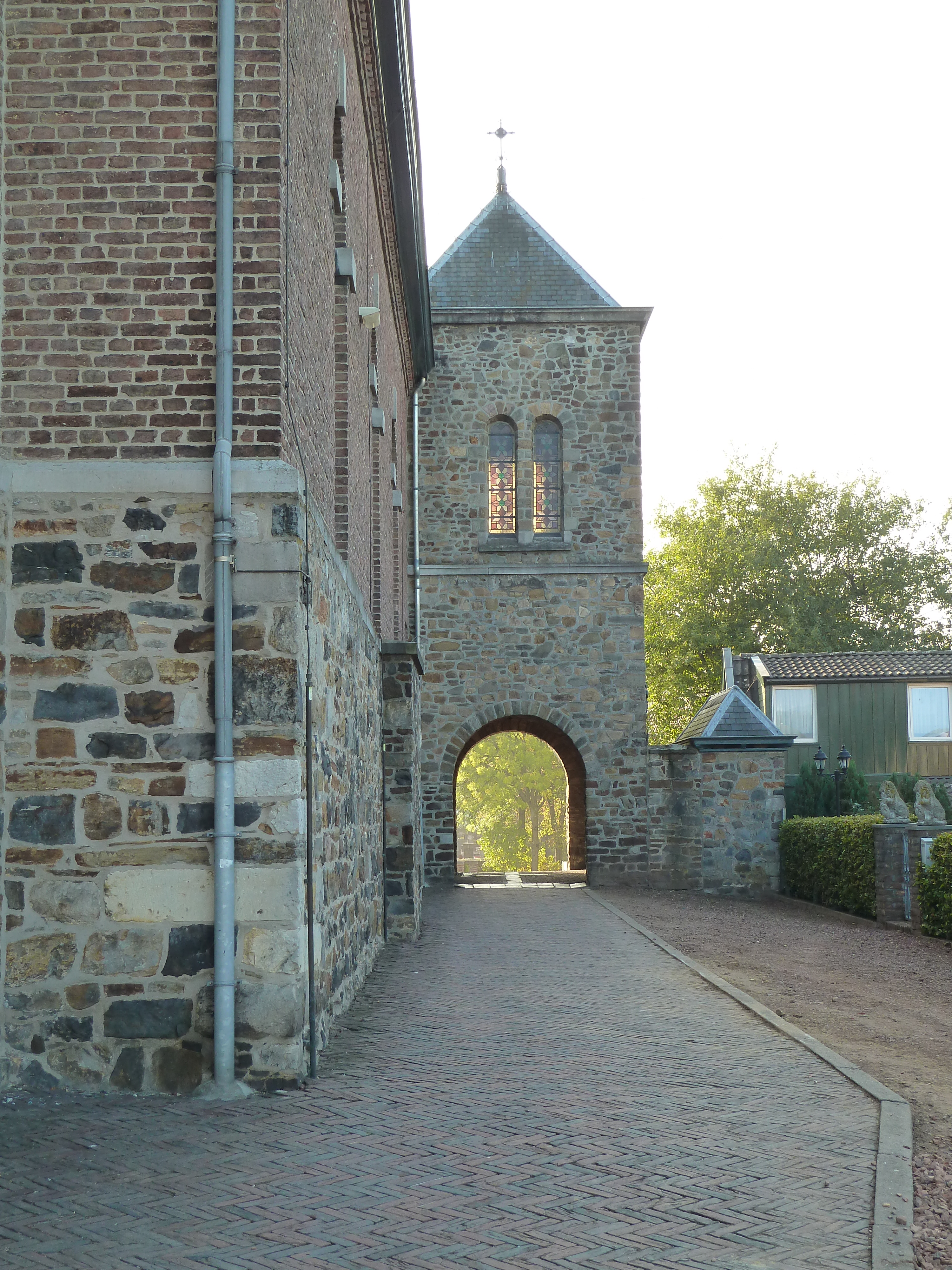
De lagere toren
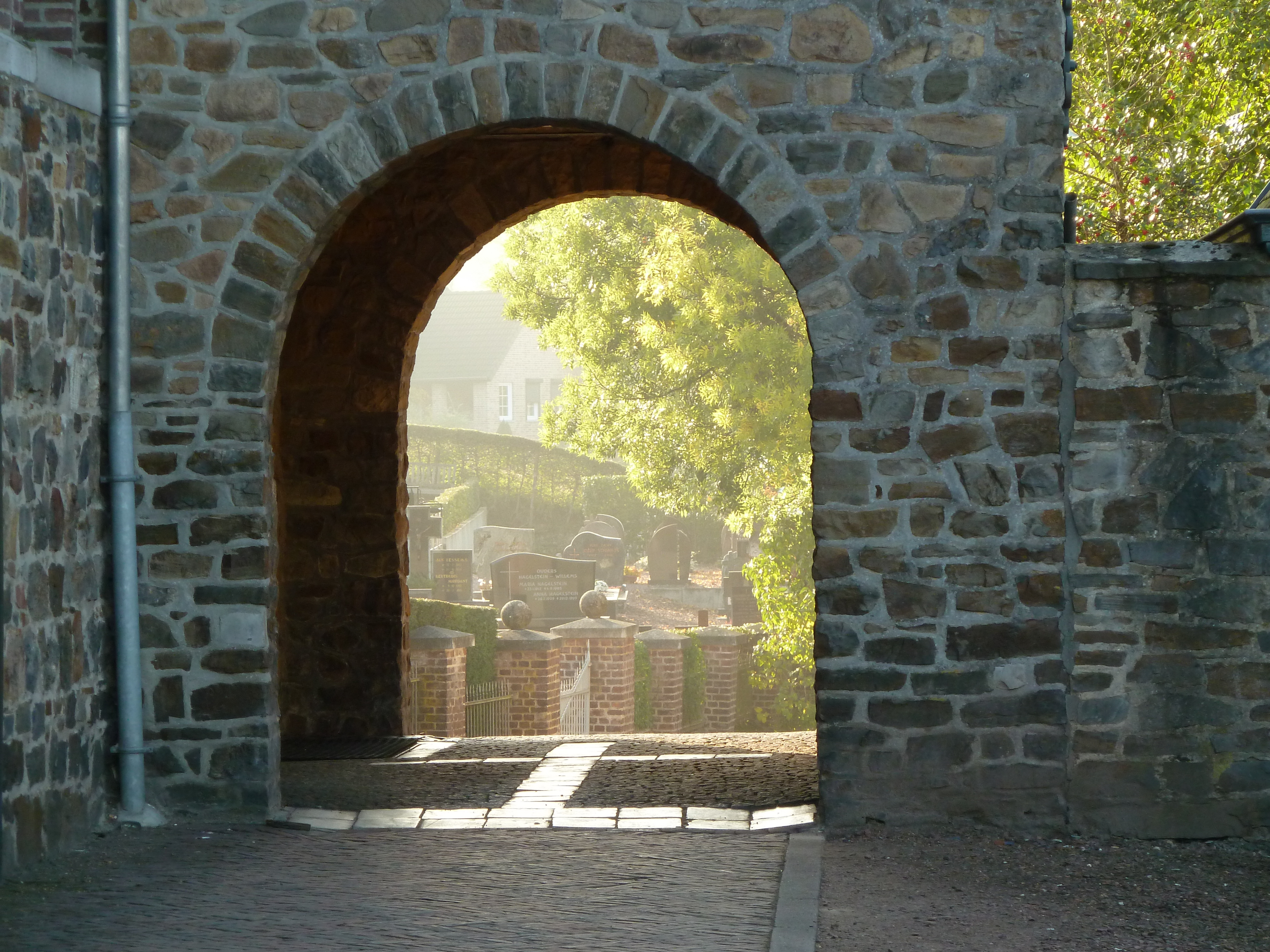
Onderdoorgaand zicht